# Tanner Roark
Pour les articles homonymes, voir Roark.
Tanner Roark (né le 5 octobre 1986 à Wilmington, Illinois, États-Unis) est un lanceur droitier des Ligues majeures de baseball jouant avec les Nationals de Washington.

## Carrière
Joueur de baseball des Fighting Illini de l'Université de l'Illinois à Urbana-Champaign, Tanner Roark est repêché au 25e tour de sélection par les Rangers du Texas en 2008. Il joue en ligues mineures de 2008 à 2010 dans l'organisation des Rangers. Le 30 juillet 2010, Texas échange aux Nationals de Washington Roark et Ryan Tatusko, un autre lanceur droitier des ligues mineures, en retour du joueur d'arrêt-court Cristian Guzmán.
Roark fait ses débuts dans le baseball majeur avec Washington le 7 août 2013. Il apparaît comme lanceur de relève dans son premier match, face aux Braves d'Atlanta et sa seconde sortie en relève le 10 août contre les Phillies de Philadelphie lui rapporte sa première victoire au plus haut niveau. D'abord employé comme releveur, Roark intègre en septembre la rotation de lanceurs partants. Le 12 septembre contre les Mets de New York, Roark remporte une 6e victoire pour porter sa fiche à 6-0. C'est le premier lanceur des Nationals à remporter les 6 premières décisions de sa carrière et le premier de l'histoire de la franchise depuis que Kirk Rueter a établi le record avec une fiche de 10-0 pour les Expos de Montréal en 1993-1994. Il termine cette première année avec 7 victoires, une défaite et une moyenne de points mérités de seulement 1,51 en 53 manches et deux tiers lancées lors de 5 départs et 9 matchs joués comme lanceur de relève.
Entré dans la rotation de lanceurs partants des Nationals pour sa première saison complète en 2014, il amorce 31 rencontres et remet une brillante moyenne de points mérités de 2,85 en 198 manches et deux tiers de travail. C'est la 3e meilleure moyenne de la brillante rotation de partants des Nationals, après celles de Doug Fister (2,41) et Jordan Zimmermann (2,66). Gagnant de 15 matchs contre 10 défaites en saison régulière, Roark fait ensuite ses débuts en éliminatoires, mais est employé comme releveur par Washington. Il fait deux présences dans la Série de divisions perdue aux mains des Giants de San Francisco et est le lanceur perdant du second match, lorsqu'il accorde un coup de circuit à Brandon Belt en 18e manche.
L'arrivée du joueur étoile Max Scherzer chez les Nationals en 2015 crée un surplus de lanceurs partants et Roark écope : il est retourné à l'enclos de relève. Il débute ainsi 12 matchs et en joue 28 comme releveur, mais en 111 manches lancées au total sa moyenne de points mérités fait un bond marqué pour clore l'année à 4,38.
Après la saison 2015 des Nationals, Doug Fister et Jordan Zimmermann quittent Washington, laissant une place à Roark dans la rotation de lanceurs partants pour 2016,.